# Australische Cricket-Nationalmannschaft in Indien und Pakistan in der Saison 1964/65
Die Tour der australischen Cricket-Nationalmannschaft nach Indien und Pakistan in der Saison 1964/65 fand vom 2. bis zum 29. Oktober 1964 statt. Die internationale Cricket-Touren waren Bestandteil der Internationalen Cricket-Saison 1964/65 und umfassten drei Tests in Indien und ein Test in Pakistan. Die Serie gegen Indien endete 1–1 unentschieden, die Serie gegen Pakistan 0–0 unentschieden.

## Vorgeschichte
Für die drei Mannschaften war es die erste Tour der Saison.
Das letzte Aufeinandertreffen von Australien und Indien bei einer Tour fand in der Saison 1959/60 in Indien statt. Die Begegnung in Pakistan war das erste Aufeinandertreffen bei einer Tour beider Mannschaften seit der Tour in der Saison 1959/60 in Australien.

## Tour in Indien

### Stadien
Die folgenden Stadien wurden für die Tour als Austragungsort vorgesehen.
| Stadion                   | Stadt    | Kapazität | Spiele  |
| ------------------------- | -------- | --------- | ------- |
| Brabourne Stadium         | Mumbai   | 25.000    | 2. Test |
| Eden Gardens              | Kalkutta | 82.000    | 3. Test |
| M. A. Chidambaram Stadium | Madras   | 46.000    | 1. Test |

### Kaderlisten
Die Mannschaften benannten die folgenden Kader.
| Test | Test |
| Indien | Australien |
| --- | --- |
| - Nawab of Pataudi (K) - Chandu Borde - Bhagwath Chandrasekhar - Salim Durani - Prince Indrajitsinhji (wk) - Motganhalli Jaisimha - Sanjay Manjrekar - Bapu Nadkarni - Vasant Ranjane - Dilip Sardesai - Hanumant Singh - AG Kripal Singh - Rusi Surti | - Bob Simpson (K) - Brian Booth - Peter Burge - Alan Connolly - Bob Cowper - Wally Grout (wk) - Neil Hawke - Barry Jarman (wk) - Bill Lawry - Johnny Martin - Graham McKenzie - Norm O’Neill - Ian Redpath - Rex Sellers - Tom Veivers |

### Tests

#### Erster Test in Madras
| 2. – 7. Oktober Scorecard | Madras | Australien 211 (72) & 397 (158.4) | – | Indien 276 (132.3) & 193 (80) |
|                           |        | Australien gewinnt mit 139 Runs   |   |                               |

Australien gewann den Münzwurf und entschied sich als Schlagmannschaft beginnen.

#### Zweiter Test in Bombay
| 10. – 15. Oktober Scorecard | Bombay | Australien 320 (103.5) & 274 (99.4) | – | Indien 341 (152.3) & 256-8 (128.4) |
|                             |        | Indien gewinnt mit 2 Wickets        |   |                                    |

Australien gewann den Münzwurf und entschied sich als Schlagmannschaft beginnen.

#### Dritter Test in Kalkutta
| 17. – 22. Oktober Scorecard | Kalkutta | Australien 174 (84.5) & 143-1 (46) | – | Indien 235 (130) |
|                             |          | Remis                              |   |                  |

Indien gewann den Münzwurf und entschied sich als Feldmannschaft beginnen.

## Tour in Pakistan

### Stadion
Das folgende Stadion wurden für die Tour als Austragungsort vorgesehen.
| Stadion          | Stadt   | Kapazität | Spiele  |
| ---------------- | ------- | --------- | ------- |
| National Stadium | Karachi | 34.228    | 1. Test |

### Kaderlisten
Die Mannschaften benannten die folgenden Kader.
| Test | Test |
| Pakistan | Australien |
| --- | --- |
| - Hanif Mohammad (K) - Abdul Kadir (wk) - Asif Iqbal - Billy Ibadulla - Intikhab Alam - Javed Burki - Majid Khan - Nasim-ul-Ghani - Pervez Sajjad - Saeed Ahmed - Shafqat Rana | - Bob Simpson (K) - Brian Booth - Peter Burge - Bob Cowper - Wally Grout (wk) - Neil Hawke - Bill Lawry - Johnny Martin - Graham McKenzie - Ian Redpath - Tom Veivers |

### Test in Karachi
| 24. – 29. Oktober Scorecard | Karachi | Pakistan 414 (138) & 279-8d (122) | – | Australien 352 (133.5) & 227-2 (82) |
|                             |         | Remis                             |   |                                     |

Pakistan gewann den Münzwurf und entschied sich als Schlagmannschaft beginnen.